# Empoli Football Club 2013-2014
Questa voce raccoglie le informazioni riguardanti l'Empoli Football Club nelle competizioni ufficiali della stagione 2013-2014.

## Stagione
Nella stagione 2013-2014 l'Empoli ha disputato il diciannovesimo campionato di Serie B della sua storia, conquistando al termine la promozione in A.

## Divise e sponsor
Come già accaduto nella stagione precedente, lo sponsor tecnico per la stagione 2013-2014 è stato Royal Sport. Il primo sponsor è stato NGM Mobile, azienda di telefonia, mentre il secondo sponsor è stato Computer Gross.
| 1ª divisa | 2ª divisa | 3ª divisa |

## Organigramma societario
Area direttiva
- Presidente: Fabrizio Corsi
- Amministratore Delegato: Francesco Ghelfi
- Consigliere: Fabrizio Faraoni
- Direttore sportivo: Marcello Carli
- Segretario generale: Stefano Calistri
- Responsabile osservatori prima squadra: Roberto Tolomei
- Segretario sportivo: Graziano Billocci
- Responsabile settore giovanile: Massimiliano Cappellini
- Segretario settore giovanile: Debora Catastini
- Responsabile comunicazione: Michele Haimovici
- Vice responsabile ufficio comunicazione: Marco Patrinostro
- Ufficio comunicazione: Alberto Ballerini, Davide Vitale
- Responsabile ufficio marketing: Gianmarco Lupi, Rebecca Corsi
- Responsabile biglietteria: Francesco Assirelli
- Delegato alla sicurezza: Giuseppe Spazzoni

Area tecnica
- Allenatore: Maurizio Sarri
- Allenatore in seconda: Francesco Calzona
- Collaboratore tecnico: Giovanni Martusciello
- Preparatore dei portieri: Mauro Marchisio
- Preparatore atletico: Claudio Selmi
- Magazzinieri: Giancarlo Fontanelli, Riccardo Nacci

Area sanitaria
- Medico sociale: Luigi Caselli, Giuseppe Guaglio
- Massaggiatori: Simone Capaccioli, Fabrizio Calattini

## Rosa[3]
| N. |                      | Ruolo | Calciatore             |
| -- | -------------------- | ----- | ---------------------- |
| 1  | Italia (bandiera)    | P     | Matteo Biggeri         |
| 2  | Francia (bandiera)   | D     | Vincent Laurini        |
| 3  | Italia (bandiera)    | D     | Luca Martinelli        |
| 4  | Italia (bandiera)    | C     | Luca Castiglia         |
| 5  | Italia (bandiera)    | C     | Davide Moro (capitano) |
| 6  | Italia (bandiera)    | C     | Mirko Valdifiori       |
| 7  | Italia (bandiera)    | A     | Massimo Maccarone      |
| 8  | Venezuela (bandiera) | C     | Franco Signorelli      |
| 9  | Georgia (bandiera)   | A     | Levan Mch'edlidze      |
| 10 | Italia (bandiera)    | A     | Francesco Tavano       |
| 11 | Italia (bandiera)    | C     | Daniele Croce          |
| 12 | Italia (bandiera)    | P     | Francesco Pacini       |
| 17 | Georgia (bandiera)   | A     | Irakli Shekiladze      |
| 18 | Italia (bandiera)    | C     | Simone Verdi           |
| 19 | Brasile (bandiera)   | C     | Ronaldo                |

| N. |                       | Ruolo | Calciatore           |
| -- | --------------------- | ----- | -------------------- |
| 20 | Italia (bandiera)     | A     | Manuel Pucciarelli   |
| 21 | Italia (bandiera)     | D     | Pietro Accardi       |
| 22 | Italia (bandiera)     | P     | Alberto Pelagotti    |
| 23 | Albania (bandiera)    | D     | Elseid Hysaj         |
| 24 | Italia (bandiera)     | D     | Daniele Rugani       |
| 25 | Italia (bandiera)     | C     | Mirko Eramo          |
| 26 | Italia (bandiera)     | D     | Lorenzo Tonelli      |
| 28 | Italia (bandiera)     | P     | Davide Bassi         |
| 29 | Portogallo (bandiera) | D     | Mário Rui            |
| 30 | Italia (bandiera)     | D     | Federico Barba       |
| 32 | Italia (bandiera)     | D     | Francesco Pratali    |
| 1  | Italia (bandiera)     | P     | Renato Dossena       |
| 3  | Italia (bandiera)     | D     | Samuele Romeo        |
| 25 | Italia (bandiera)     | C     | Cristiano Camillucci |

## Risultati

### Serie B

#### Girone di andata
| Arbitro: | Aureliano (Bologna) |

|                               |           |             |
| Maccarone 14’, 21’ Tavano 16’ | Marcatori | 77’ Morrone |

| Arbitro: | Gavillucci (Latina) |

|               |           |                          |
| Hernández 30’ | Marcatori | 15’ Tavano 68’ Maccarone |

| Arbitro: | Merchiori (Ferrara) |

|          |           |           |
| Moro 16’ | Marcatori | 73’ Iunco |

| Arbitro: | Chiffi (Padova) |

|  |           |                  |
|  | Marcatori | 28’, 55’ Tonelli |

| Arbitro: | Ciampi (Roma) |

|                                      |           |              |
| Maccarone 60’ Tonelli 85’ Tavano 90’ | Marcatori | 13’ Pasquato |

| Empoli 24 settembre 2013, ore 20:30 CEST 6ª giornata | Empoli            | 0 – 0 referto | Siena | Stadio Carlo Castellani\| Arbitro: \| Mariani (Aprilia) \| |
| Arbitro:                                             | Mariani (Aprilia) |               |       |                                                            |

| Arbitro: | Nasca (Bari) |

|                      |           |  |
| Galabinov 35’ (rig.) | Marcatori |  |

| Arbitro: | Abbattista (Molfetta) |

|                            |           |                      |
| Tavano 45’ Pucciarelli 67’ | Marcatori | 73’ (rig.) Mazzarani |

| Arbitro: | Candussio (Cervignano del Friuli) |

|                        |           |                 |
| Gerardi 49’ Foglio 84’ | Marcatori | 64’ Pucciarelli |

| Arbitro: | Gavillucci (Latina) |

|                      |           |  |
| Croce 29’ Tavano 61’ | Marcatori |  |

| Arbitro: | Cervellera (Taranto) |

|  |           |                            |
|  | Marcatori | 55’ Tavano 78’ Mch'edlidze |

| Arbitro: | Fabbri (Ravenna) |

|            |           |            |
| Tavano 11’ | Marcatori | 78’ Galano |

| Arbitro: | Ciampi (Roma) |

|          |           |  |
| Masi 85’ | Marcatori |  |

| Arbitro: | Pairetto (Nichelino) |

|                                          |           |  |
| Maccarone 10’ Pucciarelli 63’ Tavano 73’ | Marcatori |  |

| Arbitro: | Nasca (Bari) |

|           |           |                                    |
| Ebagua 5’ | Marcatori | 24’ Tavano 40’ Maccarone 51’ Verdi |

| Arbitro: | Di Bello (Brindisi) |

|                 |           |                           |
| Tavano 53’, 90’ | Marcatori | 61’ Caracciolo 72’ Grossi |

| Arbitro: | Merchiori (Ferrara) |

|                     |           |               |
| Crisetig 42’ (rig.) | Marcatori | 15’ Maccarone |

| Empoli 14 dicembre 2013, ore 15:00 CET 18ª giornata | Empoli          | 0 – 0 referto | Cesena | Stadio Carlo Castellani\| Arbitro: \| Pasqua (Tivoli) \| |
| Arbitro:                                            | Pasqua (Tivoli) |               |        |                                                          |

| Arbitro: | Mariani (Aprilia) |

|  |           |              |
|  | Marcatori | 9’ Maccarone |

| Arbitro: | Cervellera (Taranto) |

|  |           |             |
|  | Marcatori | 13’ Coralli |

| Arbitro: | Gavillucci (Latina) |

|            |           |                            |
| Ragusa 52’ | Marcatori | 19’ Tavano 72’ Pucciarelli |

#### Girone di ritorno
| Arbitro: | Roca (Foggia) |

|                             |           |            |
| Jefferson 78’ Ristovski 90’ | Marcatori | 74’ Tavano |

| Arbitro: | Nasca (Bari) |

|            |           |              |
| Tavano 80’ | Marcatori | 70’ Lafferty |

| Erice 8 febbraio 2014, ore 15:00 CET 24ª giornata | Trapani             | 0 – 0 referto | Empoli | Stadio Polisportivo Provinciale\| Arbitro: \| Borriello (Mantova) \| |
| Arbitro:                                          | Borriello (Mantova) |               |        |                                                                      |

| Arbitro: | Maresca (Napoli) |

|                   |           |              |
| Tavano 54’ (rig.) | Marcatori | 43’ Gagliolo |

| Arbitro: | Fabbri (Ravenna) |

|  |           |               |
|  | Marcatori | 36’ Maccarone |

| Arbitro: | Merchiori (Ferrara) |

|                |           |                      |
| Rafa Jordà 86’ | Marcatori | 67’ (rig.) Maccarone |

| Arbitro: | Di Paolo (Avezzano) |

|  |           |          |
|  | Marcatori | 57’ Izzo |

| Modena 15 marzo 2014, ore 15:00 CET 29ª giornata | Modena          | 0 – 0 referto | Empoli | Stadio Alberto Braglia\| Arbitro: \| Chiffi (Padova) \| |
| Arbitro:                                         | Chiffi (Padova) |               |        |                                                         |

| Arbitro: | Pairetto (Nichelino) |

|                                               |           |  |
| Maccarone 11’ Pucciarelli 23’, 40’ Rugani 35’ | Marcatori |  |

| Arbitro: | Mariani (Aprilia) |

|              |           |  |
| Oduamadi 59’ | Marcatori |  |

| Arbitro: | Pasqua (Tivoli) |

|                          |           |             |
| Tavano 34’ Maccarone 71’ | Marcatori | 43’ Zampano |

| Arbitro: | Manganiello (Pinerolo) |

|                                    |           |  |
| Sciaudone 21’ Galano 52’ Silva 74’ | Marcatori |  |

| Arbitro: | La Penna (Roma) |

|           |           |  |
| Verdi 79’ | Marcatori |  |

| Arbitro: | Fabbri (Ravenna) |

|                               |           |          |
| Falcinelli 51’ Mammarella 90’ | Marcatori | 4’ Hysaj |

| Arbitro: | Candussio (Cervignano del Friuli) |

|                       |           |  |
| Rugani 29’ Tavano 78’ | Marcatori |  |

| Arbitro: | Di Bello (Brindisi) |

|                       |           |                                           |
| Caracciolo 41’ (rig.) | Marcatori | 29’ Maccarone 66’ (rig.) Tavano 90’ Verdi |

| Arbitro: | Nasca (Bari) |

|                             |           |             |
| Maccarone 9’, 36’ Verdi 90’ | Marcatori | 52’ Cataldi |

| Arbitro: | Ciampi (Roma) |

|               |           |  |
| Marilungo 84’ | Marcatori |  |

| Arbitro: | Merchiori (Ferrara) |

|                                 |           |            |
| Tavano 38’, 45’ Mch'edlidze 79’ | Marcatori | 20’ Rigoni |

| Arbitro: | Roca (Foggia) |

|                              |           |                      |
| Coralli 39’ (rig.) Đurić 43’ | Marcatori | 17’ Verdi 22’ Tavano |

| Arbitro: | Candussio (Cervignano del Friuli) |

|                                    |           |  |
| Di Francesco 70’ (aut.) Tavano 74’ | Marcatori |  |

### Coppa Italia

#### Secondo turno
| Arbitro: | Di Paolo (Avezzano) |

|                                                                     |           |           |
| Maccarone 45’ Cappelletti 66’ (aut.) Mch'edlidze 79’, 89’ Verdi 82’ | Marcatori | 47’ Campo |

#### Terzo turno
| Arbitro: | Giacomelli (Trieste) |

|                            |           |  |
| Radovanović 7’ Théréau 23’ | Marcatori |  |

## Statistiche

### Statistiche di squadra
| Competizione | Punti | In casa | In casa | In casa | In casa | In casa | In casa | In trasferta | In trasferta | In trasferta | In trasferta | In trasferta | In trasferta | Totale | Totale | Totale | Totale | Totale | Totale | DR  |
| Competizione | Punti | G       | V       | N       | P       | Gf      | Gs      | G            | V            | N            | P            | Gf           | Gs           | G      | V      | N      | P      | Gf     | Gs     | DR  |
| ------------ | ----- | ------- | ------- | ------- | ------- | ------- | ------- | ------------ | ------------ | ------------ | ------------ | ------------ | ------------ | ------ | ------ | ------ | ------ | ------ | ------ | --- |
| Serie B      | 72    | 21      | 12      | 7       | 2       | 36      | 14      | 21           | 8            | 5            | 8            | 23           | 21           | 42     | 20     | 12     | 10     | 59     | 35     | +24 |
| Coppa Italia |       | 1       | 1       | 0       | 0       | 5       | 1       | 1            | 0            | 0            | 1            | 0            | 2            | 2      | 1      | 0      | 1      | 5      | 3      | +2  |
| Totale       | -     | 22      | 13      | 7       | 2       | 41      | 15      | 22           | 8            | 5            | 9            | 23           | 23           | 44     | 21     | 12     | 11     | 64     | 38     | +26 |

### Statistiche dei giocatori
| Giocatore      | Serie B  | Serie B | Serie B     | Serie B    | Coppa Italia | Coppa Italia | Coppa Italia | Coppa Italia | Totale   | Totale | Totale      | Totale     |
| Giocatore      | Presenze | Reti    | Ammonizioni | Espulsioni | Presenze     | Reti         | Ammonizioni  | Espulsioni   | Presenze | Reti   | Ammonizioni | Espulsioni |
| -------------- | -------- | ------- | ----------- | ---------- | ------------ | ------------ | ------------ | ------------ | -------- | ------ | ----------- | ---------- |
| P. Accardi     | 3        | 0       | 0           | 1          | -            | -            | -            | -            | 3        | 0      | 0           | 1          |
| F. Barba       | 14       | 0       | 1           | 0          | -            | -            | -            | -            | 14       | 0      | 1           | 0          |
| D. Bassi       | 42       | -35     | 0           | 0          | 2            | -3           | 0            | 0            | 44       | -38    | 0           | 0          |
| C. Camillucci  | 1        | 0       | 0           | 0          | -            | -            | -            | -            | 1        | 0      | 0           | 0          |
| L. Castiglia   | 19       | 0       | 3           | 0          | -            | -            | -            | -            | 19       | 0      | 3           | 0          |
| D. Croce       | 37       | 1       | 6           | 1          | 2            | 0            | 0            | 0            | 39       | 1      | 6           | 1          |
| M. Eramo       | 14       | 0       | 5           | 1          | -            | -            | -            | -            | 14       | 0      | 5           | 1          |
| E. Hysaj       | 32       | 1       | 4           | 3          | 2            | 0            | 0            | 0            | 34       | 1      | 4           | 3          |
| V. Laurini     | 37       | 0       | 11          | 3          | 2            | 0            | 0            | 0            | 39       | 0      | 11          | 3          |
| M. Maccarone   | 42       | 15      | 3           | 0          | 2            | 1            | 0            | 0            | 44       | 16     | 3           | 0          |
| Mário Rui      | 26       | 0       | 4           | 2          | 1            | 0            | 0            | 0            | 27       | 0      | 4           | 2          |
| L. Mch'edlidze | 23       | 2       | 5           | 0          | 2            | 2            | 0            | 0            | 25       | 4      | 5           | 0          |
| D. Moro        | 20       | 1       | 5           | 0          | 2            | 0            | 0            | 0            | 22       | 1      | 5           | 0          |
| F. Pratali     | 2        | 0       | 1           | 0          | -            | -            | -            | -            | 2        | 0      | 1           | 0          |
| M. Pucciarelli | 37       | 6       | 2           | 0          | 1            | 0            | 0            | 0            | 38       | 6      | 2           | 0          |
| Ronaldo        | 5        | 0       | 1           | 0          | -            | -            | -            | -            | 5        | 0      | 1           | 0          |
| S. Romeo       | 1        | 0       | 0           | 0          | -            | -            | -            | -            | 1        | 0      | 0           | 0          |
| D. Rugani      | 40       | 2       | 3           | 0          | 2            | 0            | 0            | 0            | 42       | 2      | 3           | 0          |
| I. Shekiladze  | 3        | 0       | 0           | 0          | -            | -            | -            | -            | 3        | 0      | 0           | 0          |
| F. Signorelli  | 33       | 0       | 1           | 0          | 2            | 0            | 0            | 0            | 35       | 0      | 1           | 0          |
| F. Tavano      | 40       | 22      | 1           | 0          | 2            | 0            | 0            | 0            | 42       | 22     | 1           | 0          |
| L. Tonelli     | 37       | 3       | 11          | 1          | 2            | 0            | 0            | 0            | 39       | 3      | 11          | 1          |
| M. Valdifiori  | 40       | 0       | 7           | 0          | 2            | 0            | 0            | 0            | 42       | 0      | 7           | 0          |
| S. Verdi       | 40       | 5       | 3           | 0          | 2            | 1            | 0            | 0            | 42       | 6      | 3           | 0          |